# Джим Стовъл
Джим Стовъл (на английски: Jim Stovall) е американски продуцент и писател на бестселъри в жанра съвременен роман и книги за мотивация и самоусъвършенстване.

## Биография и творчество
Джим Стовъл е роден на 3 август 1958 г. в Тълса, Оклахома, САЩ. От малък има нарушено зрение и става напълно сляп на 29 години. Въпреки слепотата си става национален и олимпийски шампион по вдигане на тежести. Завършва психология и социология в Университета „Орал Робъртс“ в Тълса.
Работи като инвестиционен посредник и предприемач. Съосновател и президент на телевизия Narrative Television Network, която излъчва филми и програми за слепи или за лица с нарушено зрение. За нея е удостоен с наградата „Еми“ и Международната награда за филми и видео. През 2000 г. е избран за един от 10-те изключителни млади американци от Търговската камара на САЩ. През 2010 г. е удостоен с награда за цялостната си работа в телевизията от Американския съвет на слепите.
През 1996 г. е издадена първата му документална мотивационна книга Success Secrets of Super Achievers.
През 2007 г. е публикуван първият му художествен роман „Последният подарък“ от едноименната поредица. Той става международен бестселър. През 2006 г. е екранизиран в едноименния и много успешен филм с участието на Дрю Фулър, Джеймс Гарнър и Абигейл Бреслин.
През 2007 г. излиза и втората книга от поредицата „Перфектният живот“. През 2013 г. той е екранизиран във филма „Живот наистина“ с участието на Логан Бартоломю, Питър Фонда и Али Хилс.
На 3 май 2008 г. е удостоен с титлата „доктор хонорис кауза“ от университета „Орал Робъртс“ за работата си с хора с увреждания.

## Произведения

### Самостоятелни романи
- Kill the Quarterback (2008)
- Keeper of the Flame (2009)
- The King's Legacy (2009)
- A Christmas Snow (2010)
- The Lamp (2011)
- The Gift of a Legacy (2013)
- One Season of Hope (2015)

### Серия „Последният подарък“ (Ultimate Gift)
1. The Ultimate Gift (2001)
Последният подарък, изд.: „Менора прес“, Добрич (2008), прев. Росица Петрова
2. The Ultimate Life (2007)
Перфектният живот, изд.: „Менора прес“, Добрич (2009), прев. Росица Петрова
3. The Ultimate Journey (2011)

### Серия „Джейкъб Дайър“ (Jacob Dyer)
1. The Sound of Honor (2009)
2. The Sound of Victory (2014)

### Документалистика
- Success Secrets of Super Achievers (1997)
- Wisdom of the Ages (2001)
- You Don't Have to Be Blind to See (2004)
- Today's the Day! (2007)
- The Writing Wright (2008)
- Ultimate Productivity (2008)
- 100 Worst Bosses (2010)
- The Financial Crossroads (2010)
- The Ultimate Financial Plan (2011)
- Just Believe (2011)
- The Executive Entrepreneur (2012)
- Discovering Joye (2013)
- The Compassionate Samurai Lives On (2013)
- The Millionaire Map (2013)
- Wisdom for Winners (2014)
- Poems, Quotes, and Things to Think About (2014)
- Ultimate Hindsight (2015)
- The Art of Communication (2016) – с Реймънд Хъл

### Екранизации
- 2006 Последният подарък, The Ultimate Gift
- 2010 A Christmas Snow – актьор и продуцент
- 2011 The Lamp – по романа
- 2013 Живот наистина, The Ultimate Life
- 2015 The Ultimate Legacy